# Березняки (Саратовская область)
Березняки — село в Воскресенском районе Саратовской области. Входит в состав сельского поселения Воскресенское муниципальное образование (Саратовская область).

## География
Находится на правом берегу Волги на расстоянии примерно 17 километров по прямой на юго-запад от районного центра поселка Воскресенское.

## История
Село упоминается с 1690 года и было вотчиной Воскресенского (Новоиерусалимского) монастыря. Название села связывается с одноименной деревней Симбирской губернии, откуда происходила основная часть переселенцев. Поселение стало селом с 1718 года, когда была построена деревянная церковь Николая Чудотворца. В канун отмены крепостного права в Березняках насчитывалось 325 дворов и 2475 жителей, в 1917 году 885 дворов и 4947 жителей.
19 июня 1894 года в Березняках в семье диакона Никольской церкви Константина Зиновьева родился Пётр Зиновьев, в будущем святой Русской православной церкви, почитаемый в Соборе Новомучеников и исповедников Российских в лике священномученика.

## Население
| 2002 | 2010 |
| ---- | ---- |
| 434  | ↗505 |

Население составляло 434 человека в 2002 году (79 % русские), 505 в 2010.

## Инфраструктура
В селе действуют основная школа и детский сад, фельдшерско-акушерский пункт, почта, дом культуры, магазины, крестьянско-фермерские хозяйства. С 1989 года село полностью газифицировано.